# رقص میله

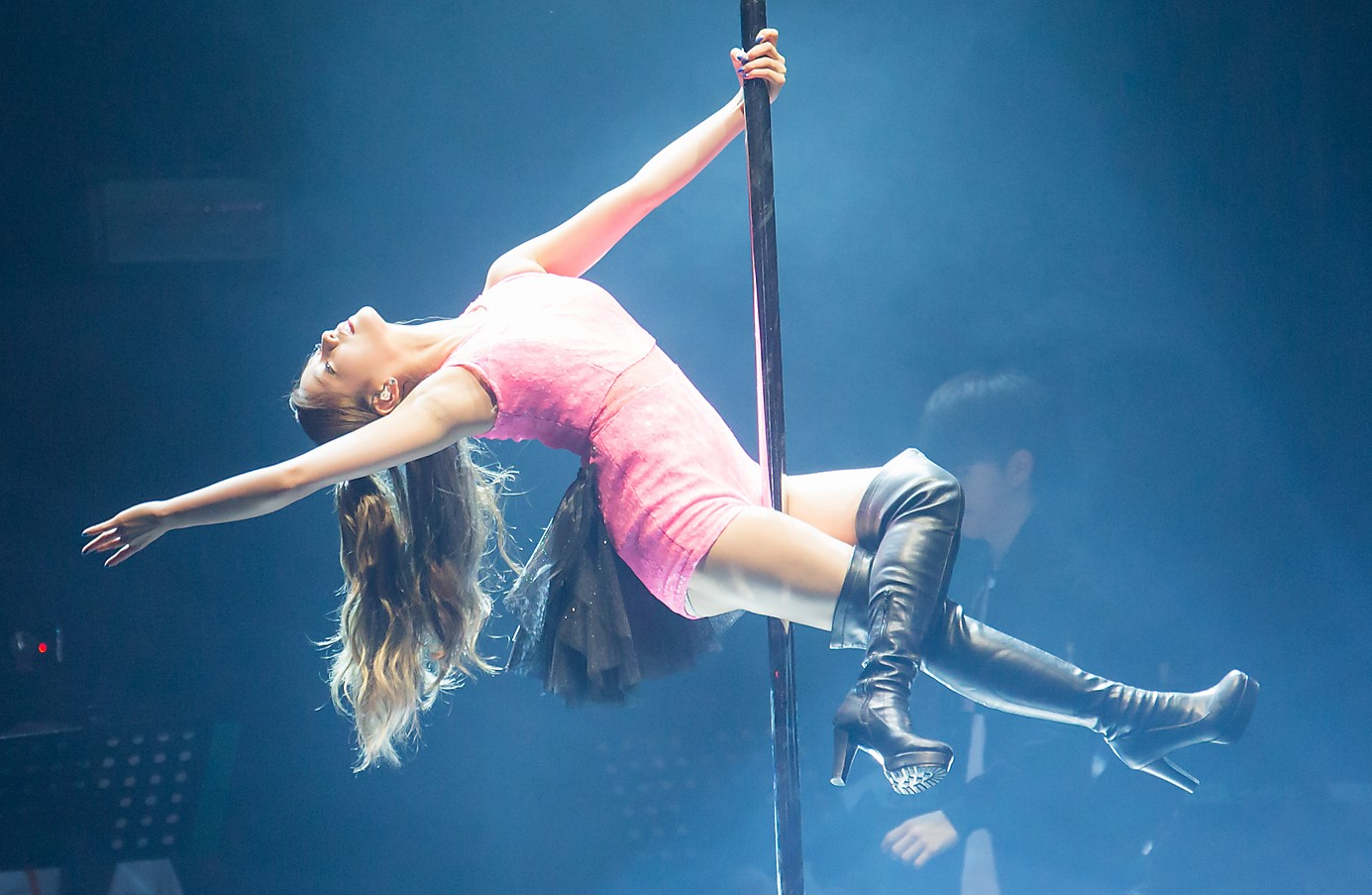
رقصنده‌ای در حال انجام رقص میله‌ای

رقص میله‌ یا پُل دَنس (به انگلیسی: Pole dance) ترکیبی از رقص و حرکات آکروباتیک است که بر روی یک دیرک عمودی اجرا می‌شود. این عمل نه تنها در باشگاه‌های شبانه تفریحی به عنوان رقصی شهوانی اجرا می‌شود بلکه به تازگی به عنوان روشی برای ایجاد تناسب اندام و تمرینات ورزشی توسط بسیاری از علاقه‌مندان در باشگاه‌های ورزشی و سالن‌های ویژه رقص نیز محبوبیت یافته‌است. مسابقات آماتور و حرفه‌ای رقص میله‌ای در کشورهایی در سراسر جهان برگزار می‌شود.
رقص میله‌ای نیاز قابل توجهی به استقامت و قدرت عضلانی، هماهنگی، حساسیت و انعطاف‌پذیری در حرکاتی موزون و خاص دارد. بالاتنه پر قدرت و حفظ مرکز ثقل از توانایی‌های مورد نیاز برای رسیدن به مهارت مناسب است که آموزش‌های دقیقی را می‌طلبد.
با این که رقص میله برای بسیاری یادآور سالن‌های استریپ‌تیز است، اما اجرای این رقص لزوماً نباید با حرکات اروتیک همراه باشد. با وجود این در میان خود کسانی که با رقص میله سر و کار دارند، این بحث همچنان در جریان است و توافق کاملی بر سر آن وجود ندارد.

در حال حاضر مدارس رسمی و واجد شرایطی برای آموزش رقص میله‌ای وجود دارد.

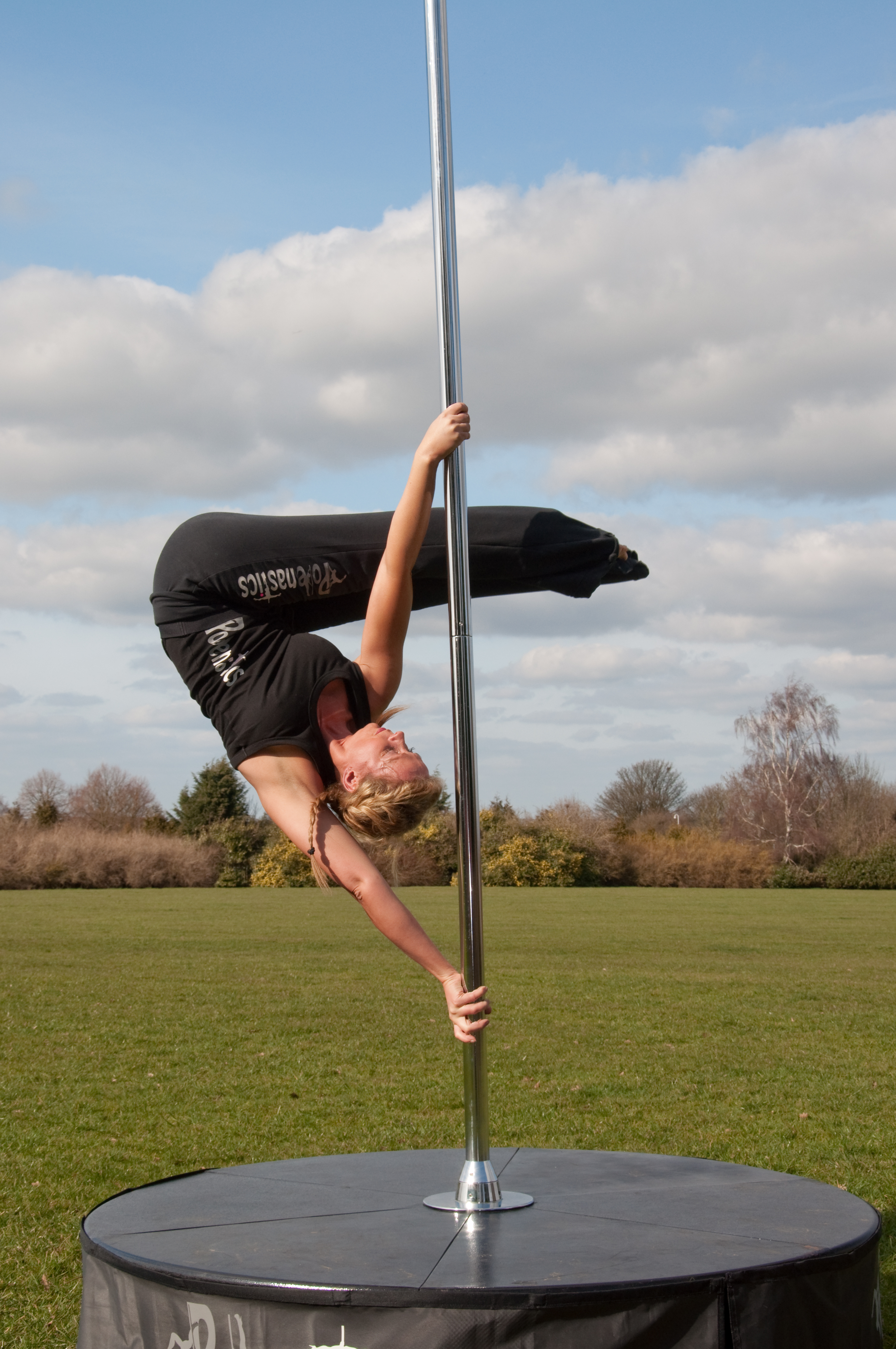
یک ورزشکار رقص میله‌ای در حال تمرین

## ورزش میله‌ای
از اواسط دهه ۲۰۰۰ مروجان مسابقات تناسب اندام با رقص میله‌ای تلاش می‌کنند تا درک مردم از رقص میله‌ای را تغییر داده و نگاه عمومی به آن را به عنوان ورزشی برای تناسب اندام و حرکاتی آکروباتیک فارغ از تحریک شهوانی تبدیل کنند و می‌کوشند این رشته به مسابقات المپیک راه یابد. همه فدراسیون‌های این رشته به جز سه فدراسیون به دست زنان اداره می‌شود.

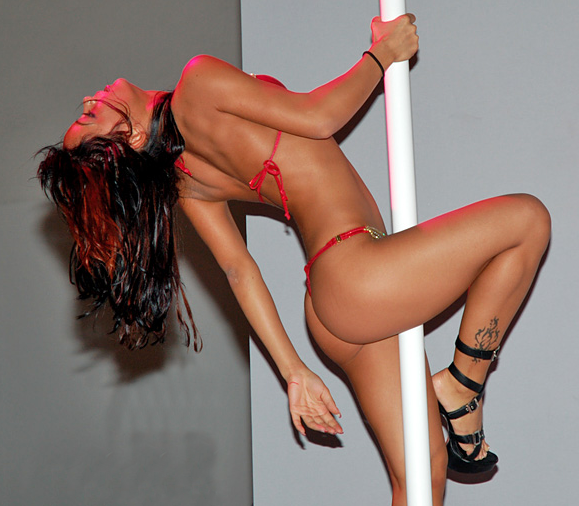
رقص میله‌ای شهوانی با ورزش میله‌ای متفاوت است

مسابقات قهرمانی جهانی میله از سال ۲۰۱۱ آغاز شده‌است. داوری این مسابقات چهار نکته را در نظر می‌گیرد: حرکات موزون، حرکات اجباری، خلاقیت و اشتباهات. در رقص میله ۱۱ حرکت وجود دارد که باید حتماً اجرا شود، اما امتیازها به خلاقیت در ارتباط دادن این حرکات به هم داده می‌شود.
در اولین مسابقات جهانی رقص میله در سال ۲۰۱۲ میلادی، ۴۶ نفر شرکت کردند. تعداد شرکت‌کننده‌ها در سال ۲۰۱۷ به ۲۲۹ نفر رسید. در اولین دوره مسابقات جهانی پنج مرد حضور داشتند که تعداد آنها در سال ۲۰۱۷ به ۴۰ نفر رسید و در طول یک دوره یک ساله ۳۰۰۰ ورزشکار در رقابت‌های رقص میله در مسابقات مختلف شرکت می‌کنند.
در اکتبر ۲۰۱۷ انجمن جهانی فدراسیون ورزش‌های بین‌المللی (GAISF) عنوان «ناظر» را برای رقص میله در این انجمن در نظر گرفته که به نوعی پذیرش اولیه آن به عنوان یک ورزش است که به این ترتیب برای اولین بار از طرف یک نهاد بین‌المللی ورزشی به رسمیت شناخته شده‌است و می‌تواند کمک بزرگی به فدراسیون ورزش‌های میله‌ای برای پذیرفته شدن عضویتش در کمیته بین‌المللی المپیک باشد.
فدراسیون جهانی ورزش‌های میله‌ای اصرار دارد که رقص میله مثل بقیه ورزش‌های استاندارد المپیک مثل ژیمناستیک، شیرجه و اسکی روی یخ، «ویژگی‌های ورزشکارانه و شایستگی‌های تکنیکی» دارد.
رقص میله‌ای به عنوان رشته‌ای ورزشی در نظر گرفته شده که می‌تواند در تمرین‌های ورزش‌های هوازی یا بی‌هوازی مورد استفاده قرار گیرد.
مسئولان فدراسیون ورزش‌های میله‌ای می‌گویند که رقص میله نه تنها یک ورزش است، بلکه برای سنین و آدم‌های مختلف هم مناسب است. این فدراسیون رقابت‌هایی را برای گروه‌های سنی بین ۱۰ تا ۶۵ سال برگزار می‌کند.
گرچه رقص میله‌ای اغلب با کلاس‌های تناسب اندام برای زنان ارتباط دارد، اما رقابت‌های ورزشی میله در میان مردان نیز محبوبیت فراوانی دارد و بسیاری از مردان در مسابقات انفرادی مردان از جمله هنر میله یا مسابقات جهانی ورزشی میله شرکت می‌کنند.